# Campodorus pectinator
Campodorus pectinator là một loài tò vò trong họ Ichneumonidae.